# Hakop Ter-Petrosjan
Hakop Ter-Petrosjan (orm.: Հակոբ Տեր-Պետրոսյան, ur. 31 sierpnia 1971) – ormiański piłkarz występujący na pozycji pomocnika.

## Kariera klubowa
Ter-Petrosjan karierę rozpoczynał w 1988 roku w Spartaku Hoktemberjan, grającym w trzeciej lidze radzieckiej. Następnie występował w także trzecioligowym FK Spitak, a w 1990 roku przeszedł do czwartoligowego Jerazanku Stepanakert. Jego zawodnikiem był do 1991 roku.
W 1995 roku rozpoczął grę dla Araratu Erywań, występującego w pierwszej lidze ormiańskiej. Wraz z tym zespołem dwukrotnie zdobył Puchar Armenii (1995, 1997). W 1997 roku odszedł do zespołu Jerewan FA, z którym w tym samym roku wywalczył mistrzostwo Armenii, a następnie odszedł z klubu.

## Kariera reprezentacyjna
W reprezentacji Armenii Ter-Petrosjan zadebiutował 16 maja 1994 w przegranym 0:1 towarzyskim meczu ze Stanami Zjednoczonymi, a 9 listopada 1996 w zremisowanym 1:1 pojedynku eliminacji Mistrzostw Świata 1998 z Albanią strzelił swojego jedynego gola w kadrze. W latach 1994–1997 w drużynie narodowej rozegrał 17 spotkań.